# Ricochet (Tangerine Dream-album)
 For alternative betydninger, se Ricochet. (Se også artikler, som begynder med Ricochet)
Ricochet er det første livealbum af det tyske electronicaband Tangerine Dream. Albummet blev udgivet i 1975 og består af to lange kompositioner optaget ved koncerter i England og Frankrig i efteråret 1975. Stilen er meget lig de øvrige udgivelser bandet havde udgivet på Virgin Records i denne periode, med stor vægt på synthesizere og musiksekvenser, der skabte et tæt ambient lydlandskab. På Ricochet blev dog benyttet mere percussion og elektrisk guitar end på de tidligere album Phaedra og Rubycon, og Ricochet lå således genremæssigt tæt på elektronisk rock. Den største innovation på albummet er brugen af komplekse rytmer i flere lag, noget som indvarslede den retning bandet tog i 1980'erne samt den senere introduktion af trance og anden elektronisk dansemusik.
En stor del af råmaterialet til Ricochet, særlig del 2, blev indspillet i Fairfield Halls i Croydon i London, under en koncert i oktober 1975. Den originale, uredigerde versionen af optagelsen er udgivet i sæt 3 af The Bootleg Box Set Vol. 1.
Etter at både Phaedra og Rubycon havde nået Top 20 på albumlisterne i Storbritannien, var Ricochet en salgsmæssig skuffelse og opnåede alene fire uger på salgslisterne med en 40. plads som bedste palcering. I nyere tid er Ricochet imidlertid ofte fremhævet som et af de mest populære Tangerine Dream-album.

## Indhold
1. Ricochet, Part One (17:02)
2. Ricochet, Part Two (21:13)

## Medvirkende
- Edgar Froese – keyboards, guitar
- Peter Baumann – keyboards
- Christopher Franke – keyboards, trommer

## Singler
- "Ricochet (Part I)" – "Ricochet (Part II)"
- "Excerpt From Ricochet"